# Дроздов, Иван Витальевич
Иван Витальевич Дроздов (бел. Іван Вітальевіч Драздоў; род. 15 ноября 1999, Витебск) — белорусский хоккеист, нападающий московского ЦСКА.

## Клубная карьера
Начал заниматься хоккеем с семи лет в родном Витебске — в ДЮСШ ХК «Витебск», но затем переехал в Ярославль в академию «Локомотива». В Ярославле Дроздов поиграл всего полгода, так как оказался перед выбором: либо принять российское гражданство, либо возвращаться в Белоруссию. После возвращения в Витебск продолжил выступать за местную академию, а в 2014 году дебютировал в высшей лиге Белоруссии в составе «Витебска-2». В дебютном сезоне на профессиональном уровне провёл 23 матча, в которых набрал 14 (8+6) очков.
Сезон 2015/16 провёл в «Динамо-Раубичи», которые выступали в МХЛ. Сыграл 47 матчей и набрал 31 (13+18) очко. В следующем сезоне выступал за «Витебск» в Экстралиге и за его фарм-клуб «Витебск-2» в высшей лиге. В Экстралиге провёл 17 и набрал 13 (6+7) очков, в высшей лиге сыграл 6 матчей и набрал 7 (5+2) очков.
17 октября 2017 года Дроздов пополнил систему минского «Динамо», где начал выступать за фарм-клуб «Юность-Минск» в Экстралиге. Перед началом сезона 2018/19 был вызван «Динамо». Дебютировал в КХЛ 3 сентября 2018 года в матче против «Ак Барса» (2:0). 5 июля 2021 года расторг контракт с «Динамо» по соглашению сторон. Всего за «Динамо» Дроздов сыграл 93 матча, набрав 13 (3+10) баллов при показателе полезности «-15». За «Юность-Минск» провёл 71 матч, набрав 45 (16+29) очков.
7 июля 2021 года пополнил систему московского «Спартака», заключив двусторонний контракт на один год. В сезоне 2021/22 провёл 49 матчей и набрал 20 (13+7) очков. 18 мая 2022 года в результате обмена стал игроком «Салавата Юлаева». 26 февраля 2024 года сделал хет-трик в ворота «Северстали» (4:3), первые две шайбы забросил за 28 секунд. Дроздов стал пятым белорусским хоккеистом (не считая натурализованных), сделавшим хет-трик в КХЛ. В сезоне 2023/24 провёл 71 матч за в регулярном чемпионате и плей‑офф КХЛ, набрал 56 (28 шайб + 28 передач) очков. 2 июня 2024 года между уфимским «Салаватом Юлаевым» и московским ЦСКА был произведён обмен, в ходе которого Дроздов был обменян в московский клуб на трёх игроков и денежную компенсацию.

## Достижения

### Командные
- Победитель юниорского чемпионата мира в дивизионе 1А: 2016
- Серебряный призёр чемпионата Белоруссии: 2018
- Серебряный призёр молодёжного чемпионата мира в дивизионе 1А: 2019
- Чемпион Белоруссии: 2020, 2021

### Личные
- Топ-3 лучших игроков сборной на молодёжном чемпионате мира: 2018
- Лучший нападающий и лучший снайпер молодёжного чемпионата мира в дивизионе 1А: 2019
- Лучший бомбардир плей-офф чемпионата Белоруссии: 2021